# حاشورية
الحاشورية (الاسم العلمي: Entomophthoraceae) هي فصيلة من الفطريات تتبع رتبة الحاشوريات من شعيبة الحاشوريانية.

## أجناس
- حاشورة